# Coupe de France féminine de football 2019-2020
Navigation
Coupe de France 2018-2019 Coupe de France 2020-2021
La Coupe de France de football 2019-2020 est la 19e édition de la Coupe de France féminine, compétition à élimination directe mettant aux prises des clubs de football amateurs et professionnels affiliés à la Fédération française de football, qui l'organise conjointement avec les ligues régionales.
759 équipes sont engagés cette saison en Coupe de France féminine, un record pour la compétition.

## Déroulement de la compétition
Le système est le même que celui utilisé les années précédentes.
Il n'y a pas de prolongation dans la compétition.
Les équipes de Division 2 entrent en lice au premier tour fédéral, tandis que les D1 prennent part à la compétition à partir des seizièmes de finale.

## Calendrier
| Tour                              | Nom                 | Dates retenues   | Équipes participantes | Équipes restantes |
| Phase régionale                   | Phase régionale     | Phase régionale  | Phase régionale       | Phase régionale   |
| --------------------------------- | ------------------- | ---------------- | --------------------- | ----------------- |
|                                   | Tours régionaux     | selon les ligues | 759                   | 112               |
|                                   | Finales régionales  | 3 novembre 2019  | 112                   | 56                |
| Phase fédérale                    |                     |                  |                       |                   |
| Entrée des 24 clubs de Division 2 |                     |                  |                       |                   |
|                                   | 1er tour            | 24 novembre 2019 | 80                    | 40                |
|                                   | 2e tour             | 15 décembre 2019 | 40                    | 20                |
| Phase finale (2020)               |                     |                  |                       |                   |
| Entrée des 12 clubs de Division 1 |                     |                  |                       |                   |
|                                   | Seizièmes de finale | 12 janvier 2020  | 32                    | 16                |
|                                   | Huitièmes de finale | 2 février 2020   | 16                    | 8                 |
|                                   | Quarts de finale    | 16 février 2020  | 8                     | 4                 |
|                                   | Demi-finales        | 22 mars 2020     | 4                     | 2                 |
|                                   | Finale              | 9 mai 2020       | 2                     | 1                 |

## Résultats

### Phase fédérale

#### Premier tour fédéral
Le tirage au sort a lieu le mercredi 6 novembre 2019.
Les équipes sont réparties en 5 groupes de 16 équipes selon des critères géographiques avec dans chaque groupe 4 ou 5 clubs de Division 2.

Les équipes sont également réparties en 3 niveaux afin d'inverser une rencontre si une équipe de niveau inférieur était amenée à se déplacer contre une équipe de niveau supérieur. Le niveau 1 correspond à la Division 2, le niveau 2 au Régional 1 et le niveau 3 aux divisions inférieures, à savoir le Régional 2, le Régional 3 et le Départemental 1. 
- Groupe A

| Samedi 23 novembre | Olympique de Valence (R1) | 0-1   | Rodez AF (D2) |                                                                       |                                                                       |
| 18:00              |                           | (0-0) | 72e Saunier   | Stade Chamberlière, Valence Spectateurs : ~80 Arbitrage : Kenza Sebaa | Stade Chamberlière, Valence Spectateurs : ~80 Arbitrage : Kenza Sebaa |

| Dimanche 24 novembre | Chassieu Décines FC (R1) | 1-2   | OGC Nice (D2)           |                                                                                           |                                                                                           |
| 14:30                | Louis Chevrau 56e        | (0-2) | 13e Bouchet · 38e Gomes | Parc des sports R. Troussier, Décines-Charpieu Spectateurs : ~450 Arbitrage : Luis Angulo | Parc des sports R. Troussier, Décines-Charpieu Spectateurs : ~450 Arbitrage : Luis Angulo |

| Dimanche 24 novembre | EF Bastia (R1)                               | 3-5   | FC Tarascon (R1)                               |                                                                                |                                                                                |
| 14h30                | Blons 21e · Olivieri 69e (csc) · Lacotte 88e | (1-1) | 34e 64e Oumeur · 47e 74e Fournier · 78e Bonnet | Stade François Monti, Biguglia Spectateurs : ~200 Arbitrage : Jean-Luc Alfonsi | Stade François Monti, Biguglia Spectateurs : ~200 Arbitrage : Jean-Luc Alfonsi |

| Dimanche 24 novembre | ASPTT Montpellier (R1) | 0-4   | AS Saint-Étienne (D2)                                          |                                                                         |                                                                         |
| 14h30                |                        | (0-2) | 10e Gago · 31e (csc) Emanuele · 80e Blanc Gonnet · 87e Martins | Stade de Grammont, Montpellier Spectateurs : ~80 Arbitrage : Lisa Coste | Stade de Grammont, Montpellier Spectateurs : ~80 Arbitrage : Lisa Coste |

| Dimanche 24 novembre | Caluire FF 1968 (R2) | 1-1 2-4 t. a. b. | Grenoble Foot 38 (D2) |                                                                                         |                                                                                         |
| 14h30                | Nouri 90+2e          | (0-0)            | 78e Arriberouge       | Stade Terre des Lièvres, Caluire-et-Cuire Spectateurs : ~80 Arbitrage : Sébastien Dogan | Stade Terre des Lièvres, Caluire-et-Cuire Spectateurs : ~80 Arbitrage : Sébastien Dogan |
| 14h30                | Tirs au but 2-4      |                  |                       | Stade Terre des Lièvres, Caluire-et-Cuire Spectateurs : ~80 Arbitrage : Sébastien Dogan | Stade Terre des Lièvres, Caluire-et-Cuire Spectateurs : ~80 Arbitrage : Sébastien Dogan |

| Dimanche 24 novembre | Le Puy Foot 43 Auvergne (R1)           | 3-0   | FC Chéran (R1) |                                                                                   |                                                                                   |
| 14h30                | Arcis 15e · Martinez y Manzano 42e 61e | (2-0) |                | Stade Père Fayard, Vals-près-le-Puy Spectateurs : ~130 Arbitrage : Simon Brossard | Stade Père Fayard, Vals-près-le-Puy Spectateurs : ~130 Arbitrage : Simon Brossard |

| Dimanche 24 novembre | US Magland (R2) | 0-1   | FF Nîmes Métropole Gard (R1) |                                                                            |                                                                            |
| 14h30                |                 | (0-1) | 11e Lakhssassi               | Stade Municipal, Magland Spectateurs : ~200 Arbitrage : Corentin Fougerard | Stade Municipal, Magland Spectateurs : ~200 Arbitrage : Corentin Fougerard |

| Dimanche 24 novembre | AS Grésivaudan (Dép.1) P | 1-10  | AS Monaco FF (R1)                                                                      |                                                                                |                                                                                |
| 14h30                | Goujet 28e               | (1-4) | 15e 30e 45e 47e (pen.) 65e Bes · 19e Niang · 59e Deme · 83e 87e 88e Correia de Meneses | Stade Aymé-de-Marcieu, Le Cheylas Spectateurs : 486 Arbitrage : Morgane Botton | Stade Aymé-de-Marcieu, Le Cheylas Spectateurs : 486 Arbitrage : Morgane Botton |

- Groupe B

| Samedi 23 novembre | Montauban FC (D2)                            | 4-1   | Toulouse FC (D2) |                                                                                        |                                                                                        |
| 18h00              | Celestra 34e · Braunwart 44e 78e · Affri 67e | (2-0) | 88e Badr Bassem  | Stade Georges Pompidou, Montauban Spectateurs : ~150 Arbitrage : Jean-Guillaume Dasque | Stade Georges Pompidou, Montauban Spectateurs : ~150 Arbitrage : Jean-Guillaume Dasque |

| Samedi 23 novembre | Auch Football (R2)                                    | 4-1   | Toulouse Métropole FC (R1) |                                                                                   |                                                                                   |
| 20h30              | Guérin 37e · Monicolle 65e · Puren 74e · Ponsolle 82e | (1-1) | 15e Augustin               | Complexe sportif Éric-Carrière, Auch Spectateurs : ~100 Arbitrage : Cédric Dutour | Complexe sportif Éric-Carrière, Auch Spectateurs : ~100 Arbitrage : Cédric Dutour |

| Dimanche 24 novembre | AS Mazères Uzos Rontignon (R1)                             | 5-1   | ES Guéret (R1) |                                                                         |                                                                         |
| 14h00                | Chrisostome 25e · Hoqui 47e 65e · Nicolas 63e · Pillet 87e | (1-0) | 54e Bodeaud    | Stade du Hameau Idron, Bizanos Spectateurs : ~50 Arbitrage : Olympe Pla | Stade du Hameau Idron, Bizanos Spectateurs : ~50 Arbitrage : Olympe Pla |

| Dimanche 24 novembre | LB Châteauroux (R1) | 2-0   | Foot Espoir 85 Nalliers (R1) |                                                                                                  |                                                                                                  |
| 14h30                | Lalande 47e 88e     | (0-0) |                              | Stade Claude-Jamet (terrain annexe), Châteauroux Spectateurs : ~50 Arbitrage : Sébastien Veryepe | Stade Claude-Jamet (terrain annexe), Châteauroux Spectateurs : ~50 Arbitrage : Sébastien Veryepe |

| Dimanche 24 novembre | ES 3 Cités Poitiers (R1) | 0-1   | ESOFV La Roche-sur-Yon (D2) |                                                                                    |                                                                                    |
| 14h30                |                          | (0-0) | 48e De Sousa                | Stade Jean-Luc-Gaboreau, Poitiers Spectateurs : ~200 Arbitrage : Isabelle Tourrais | Stade Jean-Luc-Gaboreau, Poitiers Spectateurs : ~200 Arbitrage : Isabelle Tourrais |

| Dimanche 24 novembre | AS Domérat (R2) | 0-5   | ASPTT Albi (D2)                                                   |                                                                     |                                                                     |
| 14h30                |                 | (0-4) | 12e 14e Morin · 18e (pen.) Avital · 34e Dessalles · 47e Koutoupot | Stade Municipal, Domérat Spectateurs : ~600 Arbitrage : Gulec Yusuf | Stade Municipal, Domérat Spectateurs : ~600 Arbitrage : Gulec Yusuf |

| Dimanche 24 novembre | Chamois niortais FC (R1) | 1-2   | Bergerac Périgord FC (D2) |                                                                                 |                                                                                 |
| 14h30                | Pinto de Queiros 31e     | (1-2) | 10e 28e Štetić            | Stade de la grande Croix, Niort Spectateurs : ~350 Arbitrage : Morgane Chignard | Stade de la grande Croix, Niort Spectateurs : ~350 Arbitrage : Morgane Chignard |

| Dimanche 24 novembre | FC Gradignan (R2) | 0-3   | Bourges 18 (R1)                    |                                                                            |                                                                            |
| 14h30                |                   | (0-1) | 33e Papiot · 70e Alves · 71e Faust | Stade Saint-Géry, Gradignan Spectateurs : ~350 Arbitrage : Vanessa Cruchon | Stade Saint-Géry, Gradignan Spectateurs : ~350 Arbitrage : Vanessa Cruchon |

- Groupe C

| Dimanche 24 novembre | AS Dirinon (R2) | 0-7   | Le Mans FC (R1)                                                                |                                                                                   |                                                                                   |
| 14h30                |                 | (0-6) | 12e 14e 43e Lehoux · 23e N'Diaye · 28e Ryba · 33e Philippe · 85e (csc) Miossec | Stade Olivier-Kerdraon, Dirinon Spectateurs : 182 Arbitrage : Jean-François Peron | Stade Olivier-Kerdraon, Dirinon Spectateurs : 182 Arbitrage : Jean-François Peron |

| Dimanche 24 novembre | SM Caen (R2) | 4-0     | Mordelles FC (R1) |                                                                                          |                                                                                          |
| 14h30                | Renard 51e 66e · Giffaut 77e · Nkodia 83e | (0-0)   |                   | Stade de Venoix - Claude-Mercier, Caen Spectateurs : ~600 Arbitrage : Christophe Lepleux | Stade de Venoix - Claude-Mercier, Caen Spectateurs : ~600 Arbitrage : Christophe Lepleux |
| 14h30                | https://www.fff.fr/match/22184720 |         |                   | Stade de Venoix - Claude-Mercier, Caen Spectateurs : ~600 Arbitrage : Christophe Lepleux | Stade de Venoix - Claude-Mercier, Caen Spectateurs : ~600 Arbitrage : Christophe Lepleux |
| 14h30                | Marine Pignoque - Charlotte Join, Tatiana Bastard, Pauline Maucorps, Manon Delafosse - Romane Philippe, Émilie Giffaut, Léa Quinio - Manon Dubos, Mélissa Renard, Tracy Nkodia | Équipes |                   | Stade de Venoix - Claude-Mercier, Caen Spectateurs : ~600 Arbitrage : Christophe Lepleux | Stade de Venoix - Claude-Mercier, Caen Spectateurs : ~600 Arbitrage : Christophe Lepleux |

| Dimanche 24 novembre | Vaux La Rochette FC (R1) | 1-9   | FF Issy (D2)                                                                                  |                                                                                            |                                                                                            |
| 14h30                | Balesdens 2e             | (1-3) | 21e 67e 84e Teinturier · 35e 54e Traïkia · 36e Amani · 60e Debonne · 69e Thomas · 75e Pereira | Plaine de jeux La Buissonnière, Vaux-le-Pénil Spectateurs : ~85 Arbitrage : Adrien Pereira | Plaine de jeux La Buissonnière, Vaux-le-Pénil Spectateurs : ~85 Arbitrage : Adrien Pereira |

| Dimanche 24 novembre | Foot50 Féminin Saint-Lô (R2) | 0-1   | CA Paris 14 (R1) |                                                                                           |                                                                                           |
| 14h30                |                              | (0-1) | 42e Bonneau      | Stade Yves-Lemazurier, Marigny-Le-Lozon Spectateurs : ~120 Arbitrage : Tifenn Leprodhomme | Stade Yves-Lemazurier, Marigny-Le-Lozon Spectateurs : ~120 Arbitrage : Tifenn Leprodhomme |

| Dimanche 24 novembre | Orvault SF (R1)                                           | 0-0 3-4 t. a. b. | US Saint-Malo (D2)                                  |                                                                       |                                                                       |
| 14h30                |                                                           |                  |                                                     | Stade de Gagné, Orvault Spectateurs : ~150 Arbitrage : Florian Cossic | Stade de Gagné, Orvault Spectateurs : ~150 Arbitrage : Florian Cossic |
| 14h30                | Landais · Maindron · Androuet · Fermier · Bissamou Siakam | Tirs au but 3-4  | Février · Babinga · Ringenbach · Bourgoin · Lelarge | Stade de Gagné, Orvault Spectateurs : ~150 Arbitrage : Florian Cossic | Stade de Gagné, Orvault Spectateurs : ~150 Arbitrage : Florian Cossic |

| Dimanche 24 novembre | FC Nantes (D2)                     | 3-4   | US Orléans (D2)                 |                                                                                                   |                                                                                                   |
| 14h30                | Peneau 21e · Béché 27e · Baldé 47e | (2-2) | 5e 39e Cochelin · 50e 61e Bussy | Centre sportif José-Arribas, La Chapelle-sur-Erdre Spectateurs : ~150 Arbitrage : Anthony Bremont | Centre sportif José-Arribas, La Chapelle-sur-Erdre Spectateurs : ~150 Arbitrage : Anthony Bremont |

| Dimanche 24 novembre | CPBB Rennes (R1)                                         | 6-0   | Sablé FC (R1) |                                                                                          |                                                                                          |
| 14h30                | Thomelier 4e 44e · Josse 10e · Macé 23e · Morand 27e 75e | (5-0) |               | Complexe sportif de Bréquigny, Rennes Spectateurs : ~70 Arbitrage : Malaury Gross Gossay | Complexe sportif de Bréquigny, Rennes Spectateurs : ~70 Arbitrage : Malaury Gross Gossay |

| Dimanche 24 novembre | Lannion FC (R2) | 0-8   | Stade brestois 29 (D2)                                                                                    |                                                                                |                                                                                |
| 15h30                |                 | (0-3) | 12e 26e Banner · 22e 52e Kermagoret · 65e Zanoubi · 68e (csc) Le Meur · 87e Roy-Petitclerc · 89e Mapangou | Stade René-Guillou, Lannion Spectateurs : ~350 Arbitrage : Alexandre Sehercule | Stade René-Guillou, Lannion Spectateurs : ~350 Arbitrage : Alexandre Sehercule |

- Groupe D

| Dimanche 24 novembre | Cosmo Taverny (R1) | 0-7   | Arras FCF (D2)                                                                                           |                                                                                  |                                                                                  |
| 14h30                |                    | (0-4) | 3e Bultel · 14e Diop · 42e (csc) Gautier · 45e Martin-Boquet · 78e Hannedouche · 82e Cousin · 89e Tabary | Complexe sportif Jean-Bouin, Taverny Spectateurs : ~30 Arbitrage : Audrey Gerbel | Complexe sportif Jean-Bouin, Taverny Spectateurs : ~30 Arbitrage : Audrey Gerbel |

| Dimanche 24 novembre | FC Bousbecque Féminine (R2) | 1-5   | Le Havre AC (D2)                                           |                                                                                        |                                                                                        |
| 14h30                | Gorniak 73e                 | (0-2) | 39e McDonough · 41e 63e Clark · 55e Adjabi · 90+2e Seghiri | Complexe sportif Léon-Dalle, Bousbecque Spectateurs : 786 Arbitrage : Audrey Duplouich | Complexe sportif Léon-Dalle, Bousbecque Spectateurs : 786 Arbitrage : Audrey Duplouich |

| Dimanche 24 novembre | Paris UC (R1) | 1-7   | Amiens SC (D2)                                                                |                                                                                    |                                                                                    |
| 14h30                | Bullier 70e   | (0-1) | 27e 69e Vassant · 67e 70e Dolignon · 81e Pugnetti · 85e Karaoun · 90e Pigache | Stade Charléty (terrain annexe), Paris Spectateurs : ~80 Arbitrage : Majdi Hamouda | Stade Charléty (terrain annexe), Paris Spectateurs : ~80 Arbitrage : Majdi Hamouda |

| Dimanche 24 novembre | Parisis FC (R3)                                                                                  | 2-2 8-9 t. a. b. | Olympique Mérignies (R2)                                                                  |                                                                                           |                                                                                           |
| 14h30                | Marchadour 63e · Da Costa 90+2e                                                                  | (0-1)            | 39e (pen.) Rogiers · 78e Vanesse                                                          | Stade des Beauregards, Herblay-sur-Seine Spectateurs : ~150 Arbitrage : Siham Benmahammed | Stade des Beauregards, Herblay-sur-Seine Spectateurs : ~150 Arbitrage : Siham Benmahammed |
| 14h30                | Marchadour · Melro Dos Santos · Boucher · Garange · Doublet · Pihen · Taleb · Lemogne · Da Costa | Tirs au but 8-9  | Ouahlima · Rogiers · Vanesse · Dupuis · Debruyne · Seinnave · Vincent · Idouni · Couvreur | Stade des Beauregards, Herblay-sur-Seine Spectateurs : ~150 Arbitrage : Siham Benmahammed | Stade des Beauregards, Herblay-sur-Seine Spectateurs : ~150 Arbitrage : Siham Benmahammed |

| Dimanche 24 novembre | Val d'Europe FC (R1) | 0-1   | RC Saint-Denis (D2)      |                                                                               |                                                                               |
| 14h30                |                      | (0-0) | 72e (pen.) Van Herwijnen | Stade de l'Hermière, Serris Spectateurs : ~110 Arbitrage : Henri Dutech Pérez | Stade de l'Hermière, Serris Spectateurs : ~110 Arbitrage : Henri Dutech Pérez |

| Dimanche 24 novembre | Valenciennes FC (R1)                                     | 5-1   | AS Beauvais Oise (R1) |                                                                                |                                                                                |
| 14h30                | Mbengue 29e 36e · Liénard 47e · Ernesti 69e · Taquet 86e | (2-1) | 33e Macret            | Stade Sylvain-Leverd, Valenciennes Spectateurs : ~160 Arbitrage : Sara Decoker | Stade Sylvain-Leverd, Valenciennes Spectateurs : ~160 Arbitrage : Sara Decoker |

| Dimanche 24 novembre | Grand Calais Pascal FC (R1) | 2-0   | US Quevilly-Rouen Métropole (R1) |                                                                           |                                                                           |
| 14h30                | Ranson 83e 90e              | (0-0) |                                  | Stade de l'Épopée, Calais Spectateurs : ~100 Arbitrage : Djamila Delattre | Stade de l'Épopée, Calais Spectateurs : ~100 Arbitrage : Djamila Delattre |

| Dimanche 24 novembre | FC Féminin Rouen Plateau Est (R1) | 2-5   | LOSC Lille (D2)                               |                                                                                       |                                                                                       |
| 14h30                | Beroudiaux 57e · Lafleur 74e      | (0-2) | 30e Boucly · 39e 50e 75e Mouchon · 54e Dufour | Stade Stanislas-Bilyk, Le Mesnil-Esnard Spectateurs : ~70 Arbitrage : Sophie Ferreira | Stade Stanislas-Bilyk, Le Mesnil-Esnard Spectateurs : ~70 Arbitrage : Sophie Ferreira |

- Groupe E

| Samedi 23 novembre | ESTAC Troyes (R1)                   | 1-1 2-4 t. a. b. | FC Vendenheim (D2)                               | | |
| 20h00              | Doussot 81e                         | (0-0)            | 68e Vranić                                       | Complexe sportif de l'Aube (terrain annexe), Rosières-près-Troyes Spectateurs : ~70 Arbitrage : Erik Guillet | Complexe sportif de l'Aube (terrain annexe), Rosières-près-Troyes Spectateurs : ~70 Arbitrage : Erik Guillet |
| 20h00              | Adam · Keller · Chaysinh · Blanchot | Tirs au but 2-4  | Evrard · Fischer · Lachaume · Picard · Freckhaus | Complexe sportif de l'Aube (terrain annexe), Rosières-près-Troyes Spectateurs : ~70 Arbitrage : Erik Guillet | Complexe sportif de l'Aube (terrain annexe), Rosières-près-Troyes Spectateurs : ~70 Arbitrage : Erik Guillet |

| Dimanche 24 novembre | AS Musau Strasbourg (R1) | 0-1   | US Saint-Vit (R1) |                                                                           |                                                                           |
| 14h30                |                          | (0-0) | 49e Bastien       | Stade de la Musau (terrain annexe), Strasbourg Arbitrage : Sabrina Himber | Stade de la Musau (terrain annexe), Strasbourg Arbitrage : Sabrina Himber |

| Dimanche 24 novembre | FC Vesoul (R1)                                          | 4-0   | FC Seichamps (R1) |                                                                          |                                                                          |
| 14h30                | Gregy 12e · Acerbis 13e · L'Hote 39e · Venchiarutti 57e | (3-0) |                   | Stade René-Hologne, Vesoul Spectateurs : ~100 Arbitrage : Corentin Mayer | Stade René-Hologne, Vesoul Spectateurs : ~100 Arbitrage : Corentin Mayer |

| Dimanche 24 novembre | Stade auxerrois (R1) | 1-2   | RC Strasbourg Alsace (R1)   |                                                                                               |                                                                                               |
| 14h30                | De Azevedo 38e       | (1-0) | 68e (pen.) Card · 74e Erius | Stade de l'Abbé-Deschamps (terrain annexe), Auxerre Spectateurs : ~80 Arbitrage : Léo Bourgin | Stade de l'Abbé-Deschamps (terrain annexe), Auxerre Spectateurs : ~80 Arbitrage : Léo Bourgin |

| Dimanche 24 novembre | FCSR Haguenau (Dép.1) P | 0-3   | VGA Saint-Maur (D2)                    |                                                                      |                                                                      |
| 14h30                |                         | (0-1) | 19e Kassi · 72e Boumrar · 87e Chapelle | Parc des Sports (terrain annexe), Haguenau Arbitrage : Benoît Clauss | Parc des Sports (terrain annexe), Haguenau Arbitrage : Benoît Clauss |

| Dimanche 24 novembre | FC Tinqueux Champagne (R2)  | 2-11  | FF Yzeure Allier Auvergne (D2)                                                                                     |                                                                        |                                                                        |
| 14h30                | Delettre 39e · Bonhomme 79e | (1-6) | 10e Duteil · 15e 33e 45e 70e De Matos Paulo · 20e 87e Gueheo-Djetou · 28e Bodain · 65e 89e Chalabi · 90+4e Ribeyra | Stade de la Muire, Tinqueux Spectateurs : ~80 Arbitrage : Élodie Depit | Stade de la Muire, Tinqueux Spectateurs : ~80 Arbitrage : Élodie Depit |

| Dimanche 24 novembre | FC Oberhergheim (R1) | 1-6   | Thonon Évian GGFC (D2)                                            |                                                                         |                                                                         |
| 14h30                | Camus 11e            | (1-3) | 17e Jbarah · 24e Palma · 45e Boutaleb · 52e 89e Jung · 72e Khelif | Stade Gérard-Wiss, Oberhergheim Spectateurs : ~90 Arbitrage : Burhan Us | Stade Gérard-Wiss, Oberhergheim Spectateurs : ~90 Arbitrage : Burhan Us |

| Dimanche 24 novembre | FC Gobelins Paris 13 (Dép.1) P | 0-6   | AS Nancy-Lorraine (D2)                                           |                                                                                  |                                                                                  |
| 14h30                |                                | (0-3) | 2e Morel · 8e Munier · 37e Hannequin · 46e Koné · 66e 75e Odwrot | Stade Georges-Carpentier, Paris Spectateurs : ~200 Arbitrage : Youness Bouzouita | Stade Georges-Carpentier, Paris Spectateurs : ~200 Arbitrage : Youness Bouzouita |

#### Deuxième tour fédéral
Le tirage au sort a lieu le mercredi 27 novembre 2019.
Les équipes sont réparties en 4 groupes de 10 équipes selon des critères géographiques avec dans chaque groupe 5 ou 6 clubs de Division 2.

Les équipes sont également réparties en 3 niveaux afin d'inverser une rencontre si une équipe de niveau inférieur était amenée à se déplacer contre une équipe de niveau supérieur. Le niveau 1 correspond à la Division 2, le niveau 2 au Régional 1 et le niveau 3 au Régional 2. 
- Groupe A

| Dimanche 15 décembre | US Saint-Vit (R1) | 1-0   | OGC Nice (D2) |                                                                                      |                                                                                      |
| 14:00                | Bayard-Perrin 49e | (0-0) |               | Stade Christian-Doussot, Saint-Vit Spectateurs : ~400 Arbitrage : Ombeline Lecoeuche | Stade Christian-Doussot, Saint-Vit Spectateurs : ~400 Arbitrage : Ombeline Lecoeuche |

| Dimanche 15 décembre | Le Puy Foot 43 Auvergne (R1)                                             | 2-2 3-4 t. a. b. | Rodez AF (D2)                                         |                                                                                     |                                                                                     |
| 14:30                | Arcis 55e · Martinez y Manzano 81e                                       | (0-2)            | 17e 39e Bornes                                        | Stade Père Fayard, Vals-près-le-Puy Spectateurs : ~500 Arbitrage : Charlotte Forest | Stade Père Fayard, Vals-près-le-Puy Spectateurs : ~500 Arbitrage : Charlotte Forest |
| 14:30                | Vincent · Muller · Martinez y Manzano · Court-Bel Haj · Gauchet · Moreau | Tirs au but 3-4  | Bogi · Bănuță · Guellati · Chareyron · Bornes · Bueno | Stade Père Fayard, Vals-près-le-Puy Spectateurs : ~500 Arbitrage : Charlotte Forest | Stade Père Fayard, Vals-près-le-Puy Spectateurs : ~500 Arbitrage : Charlotte Forest |

| Dimanche 15 décembre | FF Nîmes Métropole Gard (R1) | 0-4   | Thonon Évian GGFC (D2)                                 |                                                                                               |                                                                                               |
| 14h30                |                              | (0-3) | 12e Jung · 32e Fayolle · 45e Ndolo Ewelé · 82e Amprimo | Stade des Costières (terrain annexe), Nîmes Spectateurs : ~50 Arbitrage : Bianca Elena Giuran | Stade des Costières (terrain annexe), Nîmes Spectateurs : ~50 Arbitrage : Bianca Elena Giuran |

| Dimanche 15 décembre | AS Monaco FF (R1) | 0-3   | Grenoble Foot 38 (D2)         |                                                                                |                                                                                |
| 14h30                |                   | (0-2) | 9e 30e (pen.) 52e Arriberouge | Stade Joseph-Merceron-Vicat, Blausasc Spectateurs : ~40 Arbitrage : Lisa Coste | Stade Joseph-Merceron-Vicat, Blausasc Spectateurs : ~40 Arbitrage : Lisa Coste |

| Dimanche 15 décembre | FC Tarascon (R1) | 1-7   | AS Saint-Étienne (D2)                                                                           |                                                                               |                                                                               |
| 14h30                | Pauleau 33e      | (1-3) | 17e Dali-Storti · 29e 44e Chaumette · 49e Blanc Gonnet · 64e Khoury · 75e Uffren · 86e Debbache | Stade de la Provençale, Tarascon Spectateurs : ~500 Arbitrage : Charlène Laur | Stade de la Provençale, Tarascon Spectateurs : ~500 Arbitrage : Charlène Laur |

- Groupe B

| Dimanche 15 décembre | Bourges 18 (R1) | 1-1 2-4 t. a. b. | ESOFV La Roche-sur-Yon (D2) |                                                                            |                                                                            |
| 14h30                | Léger 2e        | (1-0)            | 47e Faity                   | Stade Pierre-Delval, Bourges Spectateurs : ~280 Arbitrage : Sylvia Philion | Stade Pierre-Delval, Bourges Spectateurs : ~280 Arbitrage : Sylvia Philion |
| 14h30                | Tirs au but 2-4 |                  |                             | Stade Pierre-Delval, Bourges Spectateurs : ~280 Arbitrage : Sylvia Philion | Stade Pierre-Delval, Bourges Spectateurs : ~280 Arbitrage : Sylvia Philion |

| Dimanche 15 décembre | ASPTT Albi (D2) | 0-1   | US Orléans (D2) |                                                                        |                                                                        |
| 14h30                |                 | (0-0) | 82e Cochelin    | Stade Maurice-Rigaud, Albi Spectateurs : ~85 Arbitrage : Romy Fournier | Stade Maurice-Rigaud, Albi Spectateurs : ~85 Arbitrage : Romy Fournier |

| Dimanche 15 décembre | Montauban FC (D2)                                                             | 8-2   | Bergerac Périgord FC (D2)          |                                                                                        |                                                                                        |
| 14h30                | L. Martin 14e · C. Fromantin 20e 50e 80e 89e · Celestra 34e · Demarle 44e 57e | (4-1) | 27e (pen.) M. Martin · 75e Laporte | Complexe sportif Jean-Verbeke, Montauban Spectateurs : 151 Arbitrage : Justine Catania | Complexe sportif Jean-Verbeke, Montauban Spectateurs : 151 Arbitrage : Justine Catania |

| Dimanche 15 décembre | LB Châteauroux (R1) | 0-8   | FF Yzeure Allier Auvergne (D2)                                                                                  |                                                                                               |                                                                                               |
| 14h30                |                     | (0-1) | 17e Chalmet · 48e Dautun · 50e 88e Ribeyra · 54e Berger · 59e Pognat · 68e De Matos Paulo · 80e (csc) Ballereau | Stade Claude-Jamet (terrain annexe), Châteauroux Spectateurs : ~110 Arbitrage : Audrey Gerbel | Stade Claude-Jamet (terrain annexe), Châteauroux Spectateurs : ~110 Arbitrage : Audrey Gerbel |

| Dimanche 15 décembre | Auch Football (R2) P | 1-6   | AS Mazères Uzos Rontignon (R1)                                                     |                                                                        |                                                                        |
| 14h45                | Carrère 90e          | (0-3) | 1re Nicolas · 25e 70e Navarro Artigau · 28e Pilet · 55e Cuvelier · 85e Chrisostome | Stade du Pitous, Auch Spectateurs : ~200 Arbitrage : Mélissa Rossignol | Stade du Pitous, Auch Spectateurs : ~200 Arbitrage : Mélissa Rossignol |

- Groupe C

| Dimanche 15 décembre | CPBB Rennes (R1) | 0-2   | RC Saint-Denis (D2)         |                                                                                   |                                                                                   |
| 14h30                |                  | (0-0) | 65e Ben Haddou · 80e Traoré | Complexe sportif de Bréquigny, Rennes Spectateurs : ~40 Arbitrage : Esthelle Brin | Complexe sportif de Bréquigny, Rennes Spectateurs : ~40 Arbitrage : Esthelle Brin |

| Dimanche 15 décembre | Le Havre AC (D2)                          | 4-0   | US Saint-Malo (D2) |                                                                    |                                                                    |
| 14h30                | Policarpo 26e 32e · Clark 58e · Louis 89e | (2-0) |                    | Stade Océane, Le Havre Spectateurs : 739 Arbitrage : Naïma Khettou | Stade Océane, Le Havre Spectateurs : 739 Arbitrage : Naïma Khettou |

| Dimanche 15 décembre | Grand Calais Pascal FC (R1) | 0-1   | Stade brestois 29 (D2) |                                                                      |                                                                      |
| 14h30                |                             | (0-0) | 65e Krell              | Stade de l'Épopée, Calais Spectateurs : ~150 Arbitrage : Karen Robin | Stade de l'Épopée, Calais Spectateurs : ~150 Arbitrage : Karen Robin |

| Dimanche 15 décembre | Arras FCF (D2) | 1-0   | Amiens SC (D2) |                                                                                                |                                                                                                |
| 14h30                | Coquet 89e     | (0-0) |                | Stade Degouve-Brabant (terrain annexe), Arras Spectateurs : ~100 Arbitrage : Gabrielle Guillot | Stade Degouve-Brabant (terrain annexe), Arras Spectateurs : ~100 Arbitrage : Gabrielle Guillot |

| Dimanche 15 décembre | SM Caen (R2) P | 0-3   | Le Mans FC (R1)             |                                                                                      |                                                                                      |
| 14h30                |                | (0-0) | 51e N'Diaye · 73e 81e Prive | Stade de Venoix - Claude-Mercier, Caen Spectateurs : ~1 000 Arbitrage : Sinem Atalay | Stade de Venoix - Claude-Mercier, Caen Spectateurs : ~1 000 Arbitrage : Sinem Atalay |

- Groupe D

| Dimanche 15 décembre | RC Strasbourg Alsace (R1) | 0-3   | LOSC Lille (D2)               |                                                                                         |                                                                                         |
| 14h00                |                           | (0-1) | 13e Boucly · 47e 75e Demeyere | Stade municipal (terrain annexe), Erstein Spectateurs : ~250 Arbitrage : Mathilde Front | Stade municipal (terrain annexe), Erstein Spectateurs : ~250 Arbitrage : Mathilde Front |

| Dimanche 15 décembre | FF Issy (D2)   | 1-2   | AS Nancy-Lorraine (D2)    |                                                                         |                                                                         |
| 14h30                | Teinturier 81e | (0-0) | 64e Morel · 85e Hannequin | Stade Marcel-Bec, Meudon Spectateurs : 65 Arbitrage : Manon Persichetti | Stade Marcel-Bec, Meudon Spectateurs : 65 Arbitrage : Manon Persichetti |

| Dimanche 15 décembre | Valenciennes FC (R1) | 1-1 3-4 t. a. b. | CA Paris 14 (R1) | | |
| 14h30                | Decaux 90+3e (pen.)  | (0-1)            | 11e Bonneau      | Centre de formation du Valenciennes FC (terrain annexe), Famars Spectateurs : ~200 Arbitrage : Laurenne Gueroult | Centre de formation du Valenciennes FC (terrain annexe), Famars Spectateurs : ~200 Arbitrage : Laurenne Gueroult |
| 14h30                | Tirs au but 3-4      |                  |                  | Centre de formation du Valenciennes FC (terrain annexe), Famars Spectateurs : ~200 Arbitrage : Laurenne Gueroult | Centre de formation du Valenciennes FC (terrain annexe), Famars Spectateurs : ~200 Arbitrage : Laurenne Gueroult |

| Dimanche 15 décembre | VGA Saint-Maur (D2) | 0-1   | FC Vendenheim (D2) |                                                                                         |                                                                                         |
| 14h30                |                     | (0-0) | 59e Vranić         | Stade Adolphe-Chéron, Saint-Maur-des-Fossés Spectateurs : ~75 Arbitrage : Anaëlle Rehel | Stade Adolphe-Chéron, Saint-Maur-des-Fossés Spectateurs : ~75 Arbitrage : Anaëlle Rehel |

| Dimanche 15 décembre | Olympique Mérignies (R2) P | 1-7   | FC Vesoul (R1)                                                                   |                                                                              |                                                                              |
| 14h30                | Fudala 45e                 | (1-4) | 14e Venchiarutti · 20e Durand · 28e L'Hote · 41e 48e 84e Acerbis · 82e Dubernell | Stade du Bois-Lambert, Mérignies Spectateurs : ~650 Arbitrage : Thaïs Guiose | Stade du Bois-Lambert, Mérignies Spectateurs : ~650 Arbitrage : Thaïs Guiose |

### Phase finale

#### Seizièmes de finale
Les 20 clubs qualifiés du deuxième tour fédéral sont rejoints par les 12 clubs de Division 1.
Le tirage au sort a lieu le mercredi 18 décembre 2019.
Les équipes sont réparties en 2 groupes de 16 équipes selon des critères géographiques avec dans chaque groupe 6 clubs de Division 1.

Les équipes sont également réparties en 2 niveaux afin d'inverser une rencontre si une équipe de niveau inférieur était amenée à se déplacer contre une équipe de niveau supérieur. Le niveau 1 correspond à la Division 1 et à la Division 2 et le niveau 2 au Régional 1.
- Groupe A

| Samedi 11 janvier | LOSC Lille (D2)         | 2-0   | US Orléans (D2) | | |
| 14h30             | Polito 20e · Boucly 82e | (1-0) |                 | Stadium Lille Métropole (terrain annexe), Villeneuve-d'Ascq Spectateurs : 473 Arbitrage : Siham Benmahammed | Stadium Lille Métropole (terrain annexe), Villeneuve-d'Ascq Spectateurs : 473 Arbitrage : Siham Benmahammed |

| Samedi 11 janvier | Paris FC (D1)                             | 1-1 4 - 5 t. a. b. | Girondins de Bordeaux (D1)                     | | |
| 15:00             | Sow 44e                                   | (1-1)              | 33e (pen.) Asseyi                              | Stade Robert-Bobin, Bondoufle Spectateurs : 451 Diffuseur : Eurosport 2 Arbitrage : Victoria Beyer | Stade Robert-Bobin, Bondoufle Spectateurs : 451 Diffuseur : Eurosport 2 Arbitrage : Victoria Beyer |
| 15:00             | Thiney · Bourdieu · Soyer · Matéo · Butel | Tirs au but 4 - 5  | Lavogez · Asseyi · Lardez · Bilbault · Jaurena | Stade Robert-Bobin, Bondoufle Spectateurs : 451 Diffuseur : Eurosport 2 Arbitrage : Victoria Beyer | Stade Robert-Bobin, Bondoufle Spectateurs : 451 Diffuseur : Eurosport 2 Arbitrage : Victoria Beyer |

| Dimanche 12 janvier | Stade brestois 29 (D2) | 0-1   | Montauban FC (D2) |                                                                                       |                                                                                       |
| 13:00               |                        | (0-0) | 49e Martin        | Stade de Pen Helen (terrain annexe), Brest Spectateurs : 83 Arbitrage : Naima Khettou | Stade de Pen Helen (terrain annexe), Brest Spectateurs : 83 Arbitrage : Naima Khettou |

| Dimanche 12 janvier | FC Fleury 91 (D1) | 1-2   | EA Guingamp (D1)        |                                                                                      |                                                                                      |
| 14h30               | Haupais 6e        | (1-0) | 50e Fleury · 59e Traoré | Stade Auguste-Gentelet, Fleury-Mérogis Spectateurs : 169 Arbitrage : Solenne Bartnik | Stade Auguste-Gentelet, Fleury-Mérogis Spectateurs : 169 Arbitrage : Solenne Bartnik |

| Dimanche 12 janvier | ASJ Soyaux (D1) | 2-1   | Le Havre AC (D2) |                                                                            |                                                                            |
| 14h30               | Cambot 41e 82e  | (1-1) | 45e Louis        | Stade Camille-Lebon, Angoulême Spectateurs : 261 Arbitrage : Savina Elbour | Stade Camille-Lebon, Angoulême Spectateurs : 261 Arbitrage : Savina Elbour |

| Dimanche 12 janvier | CA Paris 14 (R1) P                               | 1-1 5 - 4 t. a. b. | Le Mans FC (R1) P                         |                                                                         |                                                                         |
| 14h30               | Corrard 90+5e                                    | (0-0)              | 69e N'Diaye                               | Complexe sportif Didot, Paris Spectateurs : ~450 Arbitrage : Lisa Coste | Complexe sportif Didot, Paris Spectateurs : ~450 Arbitrage : Lisa Coste |
| 14h30               | Vallet · Corrard · Rossignol · Duclaud · Ribeiro | Tirs au but 5 - 4  | Germain · Ranoul · Vasco · Ryba · N'Diaye | Complexe sportif Didot, Paris Spectateurs : ~450 Arbitrage : Lisa Coste | Complexe sportif Didot, Paris Spectateurs : ~450 Arbitrage : Lisa Coste |

| Dimanche 12 janvier | ESOFV La Roche-sur-Yon (D2) | 0-1   | Arras FCF (D2) |                                                                                            |                                                                                            |
| 14h30               |                             | (0-0) | 90e Lefevre    | Stade de Saint-André-d'Ornay, La Roche-sur-Yon Spectateurs : 197 Arbitrage : Anaëlle Rehel | Stade de Saint-André-d'Ornay, La Roche-sur-Yon Spectateurs : 197 Arbitrage : Anaëlle Rehel |

| Dimanche 12 janvier | AS Mazères Uzos Rontignon (R1) P | 0-9   | Paris Saint-Germain (D1)                                                                                                   |                                                                                             |                                                                                             |
| 14h30               |                                  | (0-4) | 14e Katoto · 25e Lawrence · 32e Nadim · 44e Khelifi · 56e Geyoro · 64e Paredes · 84e (pen.) 90+1e Boussaha · 88e Baltimore | Nouste Camp, Bizanos Spectateurs : 2 685 Diffuseur : France 3 NoA Arbitrage : Charlène Laur | Nouste Camp, Bizanos Spectateurs : 2 685 Diffuseur : France 3 NoA Arbitrage : Charlène Laur |

- Groupe B

| Samedi 11 janvier | FC Vesoul (R1) P | 0-12  | Dijon FCO (D1) |                                                                                 |                                                                                 |
| 16h30             |                  | (0-6) | 12e 23e 38e 48e 58e Martins Rodrigues · 14e 51e Declercq · 24e 34e 85e Barbance · 50e Lavaud · 71e (pen.) Solanet | Stade René-Hologne, Vesoul Spectateurs : 882 Arbitrage : Stéphanie di Benedetto | Stade René-Hologne, Vesoul Spectateurs : 882 Arbitrage : Stéphanie di Benedetto |

| Dimanche 12 janvier | AS Nancy-Lorraine (D2) | 0-2   | Thonon Évian GGFC (D2)         |                                                                               |                                                                               |
| 13h00               |                        | (0-0) | 88e Jbarah · 90+3e Ndolo Ewelé | Stade Marcel-Picot n°2, Nancy Spectateurs : 181 Arbitrage : Manon Persichetti | Stade Marcel-Picot n°2, Nancy Spectateurs : 181 Arbitrage : Manon Persichetti |

| Dimanche 12 janvier | US Saint-Vit (R1) P | 0-4   | Rodez AF (D2)                                       |                                                                                    |                                                                                    |
| 14h00               |                     | (0-2) | 28e Bornes · 36e Bănuță · 69e Guellati · 73e Noiran | Stade Christian-Doussot, Saint-Vit Spectateurs : 463 Arbitrage : Gabrielle Guillot | Stade Christian-Doussot, Saint-Vit Spectateurs : 463 Arbitrage : Gabrielle Guillot |

| Dimanche 12 janvier | Grenoble Foot 38 (D2)              | 2-0   | FC Vendenheim (D2) |                                                                                      |                                                                                      |
| 14h30               | Arriberouge 6e (pen.) · Fortin 36e | (2-0) |                    | Stade Joseph-Guétat, Seyssinet-Pariset Spectateurs : 257 Arbitrage : Justine Catania | Stade Joseph-Guétat, Seyssinet-Pariset Spectateurs : 257 Arbitrage : Justine Catania |

| Dimanche 12 janvier | RC Saint-Denis (D2) | 1-4   | Stade de Reims (D1)                             |                                                                                 |                                                                                 |
| 14h30               | N. Traoré 65e       | (0-2) | 21e Feller · 33e 90+1e (pen.) Gomes · 63e David | Stade Auguste-Delaune, Saint-Denis Spectateurs : ~150 Arbitrage : Romy Fournier | Stade Auguste-Delaune, Saint-Denis Spectateurs : ~150 Arbitrage : Romy Fournier |

| Dimanche 12 janvier | FF Yzeure Allier Auvergne (D2) | 1-6   | Montpellier Hérault SC (D1)                                            |                                                                                |                                                                                |
| 14h30               | Berger 53e                     | (0-5) | 16e 19e 90+3e Gauvin · 30e Mondésir · 33e (csc) Chalmet · 37e Puntigam | Stade de Bellevue, Yzeure Spectateurs : 1 228 Arbitrage : Émeline Rochebilière | Stade de Bellevue, Yzeure Spectateurs : 1 228 Arbitrage : Émeline Rochebilière |

| Dimanche 12 janvier | FC Metz (D1)                                               | 2-2 5 - 4 t. a. b. | AS Saint-Étienne (D2)                                                  |                                                                                      |                                                                                      |
| 14h30               | Delabre 39e · Gordon 54e                                   | (1-2)              | 3e 12e Gago                                                            | Stade Dezavelle, Longeville-lès-Metz Spectateurs : ~260 Arbitrage : Jennifer Maubacq | Stade Dezavelle, Longeville-lès-Metz Spectateurs : ~260 Arbitrage : Jennifer Maubacq |
| 14h30               | Bigot · Pasquereau · Belkhiter · Delabre · Rigaud · Godart | Tirs au but 5 - 4  | Gauvin · Gago · Blanchard · Ouinekh-Youssouf · Chaumette · Dali-Storti | Stade Dezavelle, Longeville-lès-Metz Spectateurs : ~260 Arbitrage : Jennifer Maubacq | Stade Dezavelle, Longeville-lès-Metz Spectateurs : ~260 Arbitrage : Jennifer Maubacq |

| Dimanche 12 janvier | Olympique lyonnais (D1) T                                                           | 9-1   | Olympique de Marseille (D1) | | |
| 16h30               | Parris 12e 40e 47e 86e · Le Sommer 21e 35e · Marozsán 48e · Renard 50e · Cayman 75e | (4-1) | 8e Cardia                   | Groupama OL Training Center, Décines-Charpieu Spectateurs : 1 206 Diffuseur : Eurosport 2 Arbitrage : Maika Vanderstichel | Groupama OL Training Center, Décines-Charpieu Spectateurs : 1 206 Diffuseur : Eurosport 2 Arbitrage : Maika Vanderstichel |

#### Huitièmes de finale
À ce stade de la compétition, le Petit Poucet est le CA Paris 14, évoluant en Régional 1.
Le tirage au sort a lieu le mardi 14 janvier 2020.
| Samedi 1er février | Thonon Évian GGFC (D2) | 0-2   | Olympique lyonnais (D1) T | Stade Joseph-Moynat, Thonon-les-Bains                                         |                                                                               |
| 14h15              |                        | (0-2) | 17e Marozsán · 44e Renard | Spectateurs : 2 568 Diffuseur : OLTV, Eurosport 360 Arbitrage : Savina Elbour | Spectateurs : 2 568 Diffuseur : OLTV, Eurosport 360 Arbitrage : Savina Elbour |

| Samedi 1er février | Rodez AF (D2) | 0-6   | Paris Saint-Germain (D1)                         | Stade Paul-Lignon, Rodez                                                    |                                                                             |
| 14h15              |               | (0-4) | 9e 15e Katoto · 11e 83e Boussaha · 18e 86e Sævik | Spectateurs : 1 178 Diffuseur : Eurosport 2 Arbitrage : Maika Vanderstichel | Spectateurs : 1 178 Diffuseur : Eurosport 2 Arbitrage : Maika Vanderstichel |

| Samedi 1er février | ASJ Soyaux (D1) | 0-1   | EA Guingamp (D1) | Stade Camille-Lebon, Angoulême                |                                               |
| 14h30              |                 | (0-0) | 75e Traoré       | Spectateurs : 469 Arbitrage : Camille Soriano | Spectateurs : 469 Arbitrage : Camille Soriano |

| Samedi 1er février | Montpellier Hérault SC (D1)                                                 | 7-1   | FC Metz (D1)     | Stade Bernard-Gasset, Montpellier             |                                               |
| 15h                | Karchaoui 24e · Gauvin 39e 44e 45e · Banušić 53e · Léger 80e · Le Bihan 82e | (4-0) | 69e (csc) Lakrar | Spectateurs : 176 Arbitrage : Solenne Bartnik | Spectateurs : 176 Arbitrage : Solenne Bartnik |

| Dimanche 2 février | Grenoble Foot 38 (D2) | 0-1   | Arras FCF (D2) | Stade Joseph-Guétat, Seyssinet-Pariset             |                                                    |
| 13h                |                       | (0-0) | 87e Strode     | Spectateurs : 115 Arbitrage : Émeline Rochebilière | Spectateurs : 115 Arbitrage : Émeline Rochebilière |

| Dimanche 2 février | CA Paris 14 (R1) P | 0-8   | Stade de Reims (D1)                                                                         | Complexe sportif Didot, Paris                 |                                               |
| 14h30              |                    | (0-3) | 14e Ouchene · 21e 48e Pierel · 27e 75e (pen.) 80e Gomes · 47e van der Linden · 87e Philippe | Spectateurs : ~150 Arbitrage : Élodie Coppola | Spectateurs : ~150 Arbitrage : Élodie Coppola |

| Dimanche 2 février | LOSC Lille (D2) | 0-1   | Dijon FCO (D1)       | Complexe sportif de Luchin, Camphin-en-Pévèle |                                               |
| 14h30              |                 | (0-1) | 24e (pen.) Bussaglia | Spectateurs : ~350 Arbitrage : Victoria Beyer | Spectateurs : ~350 Arbitrage : Victoria Beyer |

| Dimanche 2 février | Montauban FC (D2)                    | 1-1               | Girondins de Bordeaux (D1)               | Complexe sportif Jean-Verbeke, Montauban        |                                                 |
| 14h30              | C. Fromantin 53e                     | (0-1)             | 41e Sousa                                | Spectateurs : 917 Arbitrage : Gabrielle Guillot | Spectateurs : 917 Arbitrage : Gabrielle Guillot |
| 14h30              | Jacques · Braunwart · Martin · Affri | Tirs au but 2 - 4 | Jaurena · Asseyi · Lardez · E. Cascarino | Spectateurs : 917 Arbitrage : Gabrielle Guillot | Spectateurs : 917 Arbitrage : Gabrielle Guillot |

#### Quarts de finale
Le tirage au sort a lieu le lundi 03 février.
| Samedi 15 février | Montpellier Hérault SC (D1)                                   | 3-3               | Girondins de Bordeaux (D1)                           | Stade Bernard Gasset, Montpellier                                    |                                                                      |
| 13h00             | Petermann 31e · Le Bihan 40e · Toletti 47e                    | (2-1)             | 13e 78e 80e Sarr                                     | Spectateurs : 318 Diffuseur : Eurosport 2 Arbitrage : Victoria Beyer | Spectateurs : 318 Diffuseur : Eurosport 2 Arbitrage : Victoria Beyer |
| 13h00             | Petermann · Le Bihan · Landeka · Puntigam · Gauvin · Mondésir | Tirs au but 5 - 6 | Garbino · Asseyi · Laurent · Jaurena · Sarr · Lardez | Spectateurs : 318 Diffuseur : Eurosport 2 Arbitrage : Victoria Beyer | Spectateurs : 318 Diffuseur : Eurosport 2 Arbitrage : Victoria Beyer |

| Samedi 15 février | Dijon FCO (D1) | 0-2   | Olympique lyonnais (D1) T     | Stade des Poussots, Dijon                                                         |                                                                                   |
| 13h00             |                | (0-0) | 51e D. Cascarino · 75e Parris | Spectateurs : 552 Diffuseur : OLTV, Eurosport 360 Arbitrage : Maika Vanderstichel | Spectateurs : 552 Diffuseur : OLTV, Eurosport 360 Arbitrage : Maika Vanderstichel |

| Samedi 15 février | Arras FCF (D2) P | 1-3   | Paris Saint-Germain (D1)    | Stade Degouve-Brabant, Arras                   |                                                |
| 16h00             | Cousin 10e       | (1-2) | 11e 50e Nadim · 40e Khelifi | Spectateurs : 948 Arbitrage : Alexandra Collin | Spectateurs : 948 Arbitrage : Alexandra Collin |

| Dimanche 16 février | EA Guingamp (D1)         | 2-1   | Stade de Reims (D1) | Stade de Roudourou, Guingamp                |                                             |
| 14h30               | Palis 28e · Robert 90+2e | (1-0) | 79e Ouchene         | Spectateurs : 604 Arbitrage : Savina Elbour | Spectateurs : 604 Arbitrage : Savina Elbour |

#### Demi-finale
Le tirage au sort a lieu le mercredi 19 février. Initialement programmées le samedi 21 mars, les demi-finales sont reportées ultérieurement en raison de la pandémie de Covid-19.
| Dimanche 02 août | EA Guingamp (D1) | 0-1   | Olympique lyonnais (D1) T | Stade de Roudourou, Guingamp                                                                      |                                                                                                   |
| 15h00            |                  | (0-0) | 65e Parris                | Spectateurs : 596 Diffuseur : Eurosport Player, OL TV, FFF TV (YouTube) Arbitrage : Savina Elbour | Spectateurs : 596 Diffuseur : Eurosport Player, OL TV, FFF TV (YouTube) Arbitrage : Savina Elbour |

| Dimanche 02 août | Girondins de Bordeaux (D1) | 1-2   | Paris Saint-Germain (D1) | Stade Jean-Antoine-Moueix, Libourne                                      |                                                                          |
| 20h30            | Snoeijs 23e                | (1-0) | 55e Paredes · 84e Bruun  | Spectateurs : 1 900 Diffuseur : Eurosport 2 Arbitrage : Alexandra Collin | Spectateurs : 1 900 Diffuseur : Eurosport 2 Arbitrage : Alexandra Collin |

### Finale
Initialement programmée le samedi 9 mai, la finale est reportée au dimanche 9 août en raison de la pandémie de Covid-19.
| Lyon ·           |                          |     |
| Titulaires :     |                          |     |
|                  |                          |     |
| 16               | Sarah Bouhaddi           |     |
| 2                | Lucy Bronze              |     |
| 3                | Wendie Renard            |     |
| 4                | Selma Bacha              | 62e |
| 21               | Kadeisha Buchanan        |     |
| 5                | Saki Kumagai             |     |
| 6                | Amandine Henry           | 75e |
| 10               | Dzsenifer Marozsan       |     |
| 7                | Amel Majri               |     |
| 17               | Nikita Parris            | 90e |
| 20               | Delphine Cascarino       | 74e |
|                  |                          |     |
| Remplaçants :    |                          |     |
| 8                | Sara Björk Gunnarsdóttir | 75e |
| 9                | Eugénie Le Sommer        | 62e |
| 11               | Shanice van de Sanden    | 74e |
| 15               | Alex Greenwood           |     |
| 18               | Alice Sombath            |     |
| 22               | Sally Julini             |     |
| 23               | Janice Cayman            |     |
| 31               | Jodie Taylor             | 90e |
| 40               | Katriina Talaslahti      |     |
|                  |                          |     |
| Entraîneur :     |                          |     |
| Jean-Luc Vasseur |                          |     |

| Paris ·           |                         |       |
| Titulaires :      |                         |       |
|                   |                         |       |
| 16                | Christiane Endler       |       |
| 4                 | Paulina Dudek           |       |
| 12                | Ashley Lawrence         | 90+5e |
| 14                | Irene Paredes           |       |
| 20                | Perle Morroni           |       |
| 8                 | Grace Geyoro            |       |
| 11                | Kadidiatou Diani        |       |
| 21                | Sandy Baltimore         | 74e   |
| 24                | Formiga                 | 57e   |
| 9                 | Marie-Antoinette Katoto | 90+5e |
| 23                | Jordyn Huitema          | 74e   |
|                   |                         |       |
| Remplaçants :     |                         |       |
| 1                 | Charlotte Voll          |       |
| 5                 | Alana Cook              |       |
| 6                 | Luana                   |       |
| 7                 | Ramona Bachmann         | 74e   |
| 10                | Nadia Nadim             | 74e   |
| 13                | Sara Däbritz            | 57e   |
| 15                | Karina Sævik            |       |
| 22                | Signe Bruun             | 90+5e |
| 27                | Léa Khelifi             | 90+5e |
|                   |                         |       |
| Entraîneur :      |                         |       |
| Olivier Echouafni |                         |       |

| Lyon ·           |                          |     |
| Titulaires :     |                          |     |
|                  |                          |     |
| 16               | Sarah Bouhaddi           |     |
| 2                | Lucy Bronze              |     |
| 3                | Wendie Renard            |     |
| 4                | Selma Bacha              | 62e |
| 21               | Kadeisha Buchanan        |     |
| 5                | Saki Kumagai             |     |
| 6                | Amandine Henry           | 75e |
| 10               | Dzsenifer Marozsan       |     |
| 7                | Amel Majri               |     |
| 17               | Nikita Parris            | 90e |
| 20               | Delphine Cascarino       | 74e |
|                  |                          |     |
| Remplaçants :    |                          |     |
| 8                | Sara Björk Gunnarsdóttir | 75e |
| 9                | Eugénie Le Sommer        | 62e |
| 11               | Shanice van de Sanden    | 74e |
| 15               | Alex Greenwood           |     |
| 18               | Alice Sombath            |     |
| 22               | Sally Julini             |     |
| 23               | Janice Cayman            |     |
| 31               | Jodie Taylor             | 90e |
| 40               | Katriina Talaslahti      |     |
|                  |                          |     |
| Entraîneur :     |                          |     |
| Jean-Luc Vasseur |                          |     |

| Paris ·           |                         |       |
| Titulaires :      |                         |       |
|                   |                         |       |
| 16                | Christiane Endler       |       |
| 4                 | Paulina Dudek           |       |
| 12                | Ashley Lawrence         | 90+5e |
| 14                | Irene Paredes           |       |
| 20                | Perle Morroni           |       |
| 8                 | Grace Geyoro            |       |
| 11                | Kadidiatou Diani        |       |
| 21                | Sandy Baltimore         | 74e   |
| 24                | Formiga                 | 57e   |
| 9                 | Marie-Antoinette Katoto | 90+5e |
| 23                | Jordyn Huitema          | 74e   |
|                   |                         |       |
| Remplaçants :     |                         |       |
| 1                 | Charlotte Voll          |       |
| 5                 | Alana Cook              |       |
| 6                 | Luana                   |       |
| 7                 | Ramona Bachmann         | 74e   |
| 10                | Nadia Nadim             | 74e   |
| 13                | Sara Däbritz            | 57e   |
| 15                | Karina Sævik            |       |
| 22                | Signe Bruun             | 90+5e |
| 27                | Léa Khelifi             | 90+5e |
|                   |                         |       |
| Entraîneur :      |                         |       |
| Olivier Echouafni |                         |       |

## Synthèse

### Nombre d'équipes par division et par tour
| Division 1 (1)     | absents | absents       | 12            | 9             | 7             | 4             | 2             | 1             |               |               |               |
| Division 2 (2)     | 24      | 22            | 15            | 6             | 1             | aucune équipe | aucune équipe | aucune équipe | aucune équipe | aucune équipe | aucune équipe |
| Régional 1 (3)     | 40      | 15            | 5             | 1             | aucune équipe | aucune équipe | aucune équipe | aucune équipe | aucune équipe | aucune équipe |               |
| Régional 2 (4)     | 12      | 3             | aucune équipe | aucune équipe | aucune équipe | aucune équipe | aucune équipe | aucune équipe |               |               |               |
| Régional 3 (5)     | 1       | aucune équipe | aucune équipe | aucune équipe | aucune équipe | aucune équipe | aucune équipe | aucune équipe |               |               |               |
| Départemental (6+) | 3       | aucune équipe | aucune équipe | aucune équipe | aucune équipe | aucune équipe | aucune équipe | aucune équipe |               |               |               |
| Total              | 80      | 40            | 32            | 16            | 8             | 4             | 2             | 1             |               |               |               |

### Parcours des clubs professionnels
- Les clubs de Division 2 font leur entrée dans la compétition lors du premier tour fédéral.
- Les clubs de Division 1 font leur entrée dans la compétition lors des seizièmes de finale.

## Meilleures buteuses
Seuls les matchs de la phase finale sont pris en compte.
|   | Joueuse                        | Club                | Buts |
| - | ------------------------------ | ------------------- | ---- |
| 1 | Valérie Gauvin                 | Montpellier HSC     | 6    |
| 1 | Nikita Parris                  | Olympique lyonnais  | 6    |
| 3 | Melissa Gomes                  | Stade de Reims      | 5    |
| 3 | Ana Caroline Martins Rodrigues | Dijon FCO           | 5    |
| 5 | Lina Boussaha                  | Paris Saint-Germain | 4    |